# 17. protiletadlová baterie Klement Gottwald
17. protiletadlová baterie Klement Gottwald (španělsky 17. Batería Antiaérea Klement Gottwald, zkráceně též Baterie Gottwald) byla vojenská jednotka interbrigád, složená z dobrovolníků bojujících v řadách republikánské armády ve španělské občanské válce, tvořená téměř výhradně československými občany. Byla založena v lednu 1937, jako jedna z prvních československých jednotek ve Španělsku, pojmenována byla po tehdejším předsedovi KSČ Klementu Gottwaldovi.

## Historie

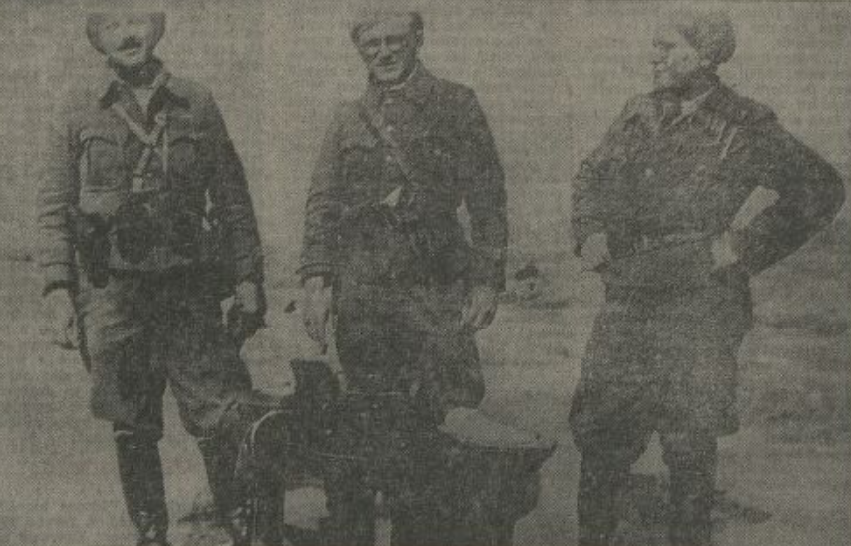
Členové baterie Klementa Gottwalda (V. Vidlák, B. Laštovička, ?), cca 1938

Po vypuknutí občanské války ve Španělsku na jaře roku 1936 probíhal v několika zemích, včetně Československa, nábor dobrovolníků do interbrigád, ozbrojených jednotek bojujících na straně republikánské demokratické vlády proti fašistickým silám generála Franca. V počátku stál za jejich organizací v ČSR zejména diplomat a někdejší agent americké kontrarozvědky Emanuel Voska. Jejich podstatnou část tvořili zejména socialisté a levicově smýšlející Češi. Již koncem roku 1936 odcestovalo do Španělska přibližně 1200 Čechoslováků (velkou, necelou poloviční, část z nich tvořili českoslovenští komunisté),
V lednu roku 1937 přicestoval do Španělska také interbrigadista Vilém Vidlák, pověřený vedením KSČ založením Gottwaldovy dělostřelecké baterie, jednotky složené výhradně z československých dobrovolníků. K jejímu zformování došlo ještě v lednu 1937 na základně mezinárodních interbrigád v Albacete, částečně z řad těch dobrovolníků, kteří již měli, např. z povinné vojenské služby, s obsluhou děl zkušenosti. Velitelem se pak stal další člen KSČ Bohuslav Laštovička, původně válečný zpravodaj Rudého práva, který velení obdržel jakožto bývalý dělostřelecký podporučík. Jako jeho zástupce působil Vilém Vidlák, posléze Ladislav Holdoš. Jednotka byla organizována pod vedením sovětských válečných instruktorů a vycvičena během ledna a začátku února 1937. Kvůli nedostatku československých dobrovolníků byla však v úvodu doplněna také německými interbrigadisty. V době svého vzniku čítala přibližně padesát příslušníků.
Její výzbroj tvořily sovětské protiletadlové kanóny M1931 76,2 mm (nejspíše ruský protiletadlový kanón 76-мм зенитная пушка образца 1914/15 годов). Při svém bojovém nasazení stáli kromě řádných jednotek španělského fašistického letectva také proti zahraničním leteckým oddílům, německé Legii Condor a italské Aviazione Legionaria, vyslané k vojenské podpoře Frankova režimu spřízněnými fašistickými diktaturami.

## V akci

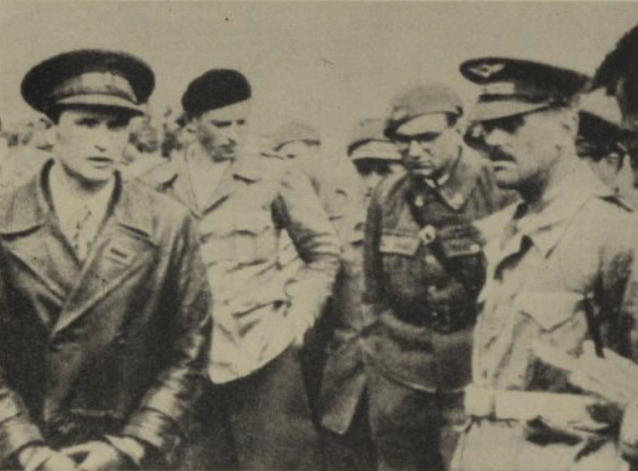
Dobrovolníci protiletadlové baterie Klement Gottwald (zleva: kpt. Semjonov, srž. Pavlov, B. Laštovička, V. Vidlák), cca 1938

Po několikatýdenním výcviku došlo k jejímu prvnímu nasazení 15. února 1937 nedaleko frontové linie u Jaramy, u obce Morata de Tajuña. Hned druhého dne baterie zpozorovala několik bombardovacích letounů Junkers Ju 52, technická závada kanónu jí však znemožnila zahájit přímou střelbu, letouny však palbou přiměla k odhození bomb a návratu za frontu. 17. února si baterie připsala tři sestřely nepřátelských bombardérů. V březnu byla baterie přesunuta k obranĕ Madridu a podílela se na odrážení bombardovacích útoků na bývalé hlavní město Španělské republiky (vláda přesídlila do Valencie v listopadu 1936).
Poté byla jednotka převelena k podpoře republikánské ofenzívy u Brunete, posléze zpět do Madridu. V srpnu 1937 byla převelena do Katalánska k obraně přístavu Rogas, následně v říjnu sloužila poblíž fronty v Aragonii. Na jaře roku 1938 pak sloužila jako ochrana hutního závodu ve městě Sagunto u Valencie. Zaměstnanci tohoto závodu z vděku vyrobili pro jednotku její vlastní zástavu s názvem jednotky na pozadí praporu používaného První španělskou republikou.
V březnu 1938 předal Laštovička velitelskou funkci svému zástupci Ladislavu Holdošovi.
Oficiálně jednotka zanikla patrně až po odvolání interbrigád v roce 1938 a následné porážce republikánských sil roku 1939.[zdroj?]

## Po válce

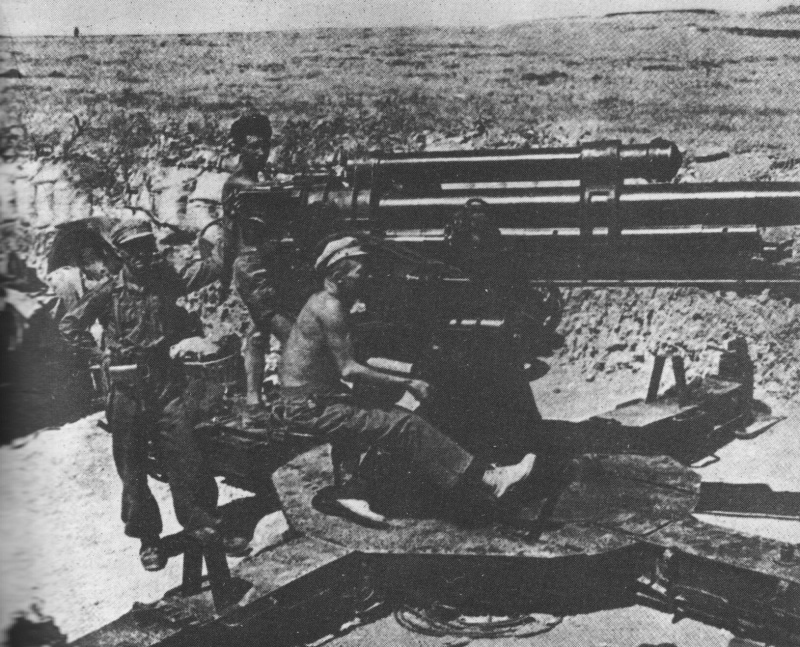
Obsluha baterie při manipulaci s protileteckým kanónem M1931 76,2 mm

Po skončení války ve Španělsku uprchla řada interbrigadistů do blízké Francie, kde byli následně francouzskou vládou, jakožto příslušníci cizích států bojující v jiné, než domovské zemi, vězněni v internačních táborech. Perzekuci čelili jejich příslušníci také po návratu do Protektorátu Čechy a Morava, vytvořeného okupací Československa nacistickým Německem (spojencem frankistického Španělska): např. Vilém Vidlák byl již 1. září 1939 zatčen gestapem a až do konce druhé světové války vězněn – nejprve v koncentračním táboře Dachau, následně pak v KT Buchenwald. Laštovička strávil válku v londýnském exilu a posléze se stal vysokým funkcionářem československého komunistického režimu.
Zástava baterie období nacistické okupace přečkala a je uložena v depozitáři Vojenského historického ústavu Praha.